# Junkers K 47
El Junkers K 47 fue un avión de combate biplaza desarrollado en Suecia por la filial sueca de la firma alemana Junkers a finales de la década de 1920, cuyo desarrollo civil fue designado como el «A 48».

## Diseño y desarrollo
Diseñado para cumplir con el requisito del gobierno turco de un nuevo caza, el K 47 era un monoplano de ala baja, reforzado con puntales, de diseño convencional. Dos cabinas abiertas acomodaron al piloto y al artillero de cola, y el empenaje fue diseñado con dos superficies verticales para maximizar el campo de fuego hacia atrás. Las unidades principales del tren de aterrizaje fijo, con patines de cola, compartían parte de la estructura de armadura que apoyaba las alas. El diseño fue originalmente realizado por Karl Plauth, pero se completó después de su muerte por Hermann Pohlmann. La aeronave se tuvo que construir al principio en Suecia, porque era evidentemente una aeronave de tipo militar y, por lo tanto, estaba prohibida en Alemania según los términos del Tratado de Versalles.

## Historial operacional
Para cuando el K 47 prototipo estuvo completo, Turquía ya había perdido interés en el tipo, pero con la Unión Soviética manifestando interés, el trabajo continuó. Finalmente, sin embargo, el gobierno soviético sólo compró dos o tres ejemplares. El único uso operativo de este tipo era China (gobierno de Nanking), que compró diez aviones en 1931, y fue presentado uno más en 1934; este último fue nombrado el T'ien C'hu No.1, en honor a la fábrica que lo había financiado.. Las manifestaciones también se llevaron a cabo en Rumanía, Portugal y Letonia sin que se recibieran órdenes, aunque un avión pudo haber sido comprado por Japón. Tres aviones fueron utilizados por las instalaciones clandestinas de Reichswehr para entrenamiento clandestino en Lipetsk y un pequeño número de la versión civil desarmada fueron comprados por DVS].
Los K 47 también se usaron en ensayos para investigar el bombardeo de inmersión, experimentos que serían formativos del pensamiento de Pohlmann en el diseño del Ju 87. De hecho, el segundo prototipo Ju 87 estaba equipado con una cola K 47.

## Operadores
Unión Soviética
- Fuerza Aérea Soviética - dos o tres aviones, utilizados para pruebas y ensayos.

 República de China
- Fuerza Aérea de China Nacionalista - once utilizadas desde 1931.[1]

## Especificaciones (K 47)

### Características generales
- Tripulación: Dos; piloto y artillero.
- Longitud: 8.55 m (28 pies 1 pulg.)
- Envergadura: 12.40 m (40 pies 1 pulgada)
- Altura: 2.40 m (7 pies 11 in)
- Superficie alar: 22.8 m² (245 ft² )
- Peso vacío: 1050 kg (2310 lb)
- Peso cargado: 1635 kg (3600 lb)
- Planta motriz: Uno× Pratt & Whitney Hornet BMW.
  - Potencia: 440 kW (590 CV) cada uno.

### Rendimiento
- Velocidad nunca excedida (Vne): 300 km/h (190 mph)
- Alcance: 490 km (310 millas)
- Techo de vuelo: 4250 m (14 000 ft)

### Armamento
- Ametralladoras: Dos× Una LMG 08/15 con visión de disparar 7,92 mm (0,312 in); otra de tiro hacia atrás
- Bombas: 2 de 50  kg debajo de las alas.